# دينامو بوخارست
نادي دينامو بوخارست لكرة القدم هو ناد روماني لكرة قدم المحترفين في مدينة بوخارست، تأسس بتاريخ 14 مايو 1948 ، وهو أحد أكبر ناديين لكرة القدم في رومانيا، حيث فاز 18 مرة بلقب دوري الدرجة الأولى الروماني و 13 مرة بلقب كأس رومانيا و مرتان بكأس السوبر الروماني، وهو أول ناد روماني يشارك في نصف نهائي دوري أبطال أوروبا في دوري أبطال أوروبا 1983-1984. تأسس النادي في عام 1948، وشارك طوال تاريخه في دوري الدرجة الأولى الروماني.
يرتدي النادي اللونين الأحمر والأبيض، وردائه الحالي هو نسخة معدلة من تصميم يرجع لعام 1998. ملعبه الأساسي هو ستاد دينامو في بوخارست الذي يسع 15,032 متفرج ويقع في قلب العاصمة الرومانية.